# Matthew Walker
Matthew Douglas Walker (Santa Monica, 12 ottobre 1968) è un attore e regista televisivo statunitense.

## Carriera
Comincia a lavorare all'età di 17 anni in alcune produzione Disney. Nel corso degli anni novanta lavora in alcuni film come Halloween 5 - La vendetta di Michael Myers e La bambola assassina 3, ed in alcune serie televisive come CSI - Scena del crimine e Giudice Amy. Ha lavorato anche come regista televisivo, dirigendo nel 2000 The Man Made Movie e nel 2003 Big PlayStation Saturday e Man Made Movie.

## Filmografia parziale

### Cinema
- Halloween 5 - La vendetta di Michael Myers (Halloween 5: The Revenge of Michael Myers), regia di Dominique Othenin-Girard (1989)
- La bambola assassina 3 (Child's Play 3), regia di Jack Bender (1991)
- Principe azzurro cercasi (The Princess Diaries 2: Royal Engagement), regia di Garry Marshall (2004)
- Appuntamento con l'amore (Valentine's Day), regia di Garry Marshall (2010)
- Mother's Day, regia di Garry Marshall (2016)

### Televisione
- Giudice Amy (Judging Amy) - serie TV, un episodio (2004)
- CSI - Scena del crimine (CSI: Crime Scene Investigation) – serie TV, 2 episodi (2004-2011)

## Doppiatori italiani
Nelle versioni in italiano delle opere in cui ha recitato, Matthew Walker è stato doppiato da:
- Vladimiro Conti in CSI - Scena del crimine (ep. 12x10)
- Oliviero Dinelli in Mother's Day
- Gianni Gaude in The Rookie
- Gianluca Tusco in Cold Case - Delitti irrisolti
- Nanni Baldini in Principe azzurro cercasi